# سیلویو آکینو
سیلویو آکینو (اسپانیایی: Silvio Aquino‎؛ زادهٔ ۳۰ ژوئن ۱۹۴۹) بازیکن فوتبال اهل السالوادور بود.
از باشگاه‌هایی که در آن بازی کرده‌است می‌توان به باشگاه فوتبال آلیانسا اشاره کرد.
وی همچنین در تیم ملی فوتبال السالوادور بازی کرده‌است.